# In meinem Herzen (tournée)
Tournées par Mireille Mathieu
Meine größten Erfolge  Allemagne
(Avril/Mai 2010)
In meinem Herzen est une tournée germanophone de la chanteuse française Mireille Mathieu qui eut lieu au mois de mars et avril 2008. Cette tournée est la première tournée qu'elle effectue en Allemagne depuis 20 ans.

## Liste des concerts
| No. | Date      | Ville           | Pays      | Lieu                 |
| --- | --------- | --------------- | --------- | -------------------- |
| 1   | 27 mars   | Leipzig         | Allemagne | Arena Leipzig        |
| 2   | 29 mars   | Hambourg        | Allemagne | CCH 1                |
| 3   | 31 mars   | Berlin          | Allemagne | ICC                  |
| 4   | 1er avril | Cottbus         | Allemagne | Stadthalle           |
| 5   | 3 avril   | Neubrandenbourg | Allemagne | Jahnsportforum       |
| 6   | 4 avril   | Kiel            | Allemagne | Ostseehalle          |
| 7   | 5 avril   | Hanovre         | Allemagne | AWD-Hall             |
| 8   | 6 avril   | Rostock         | Allemagne | Stadthalle           |
| 9   | 8 avril   | Brême           | Allemagne | AWD-Dome             |
| 10  | 9 avril   | Magdebourg      | Allemagne | Bördelandhalle       |
| 11  | 11 avril  | Bielefeld       | Allemagne | Stadthalle Bielefeld |
| 12  | 12 avril  | Cologne         | Allemagne | Kölnarena            |
| 13  | 13 avril  | Oberhausen      | Allemagne | König-Pilsener-ARENA |
| 14  | 15 avril  | Zwickau         | Allemagne | Stadthalle           |
| 15  | 16 avril  | Erfurt          | Allemagne | Messe                |
| 16  | 18 avril  | Francfort       | Allemagne | Alte Oper            |
| 17  | 19 avril  | Düsseldorf      | Allemagne | Philipshalle         |
| 18  | 20 avril  | Baden-Baden     | Allemagne | Palais des festivals |
| 19  | 22 avril  | Sarrebruck      | Allemagne | Saarlandhalle        |
| 20  | 24 avril  | Stuttgart       | Allemagne | Porsche-Arena        |
| 21  | 25 avril  | Fribourg        | Allemagne | Rothaus-Arena        |
| 22  | 26 avril  | Trèves          | Allemagne | Arena Trier          |
| 23  | 28 avril  | Dresde          | Allemagne | Kulturpalast         |
| 24  | 30 avril  | Munich          | Allemagne | Gasteig              |